# Romy Fröhlich
Romy Fröhlich (* 1958) ist Professorin für Kommunikationswissenschaft am Institut für Kommunikationswissenschaft und Medienforschung der Ludwig-Maximilians-Universität (LMU) München. Ihre Themenschwerpunkte sind Public Relations (PR), Geschlechtergerechtigkeit sowie Medien und Krieg.

## Karriere
Ihr Studium der Kommunikationswissenschaft, Neueren Deutschen Literaturgeschichte und Theaterwissenschaft absolvierte Fröhlich an der Ludwig-Maximilians-Universität (LMU). Nach dem Studium war sie bei der Gesellschaft für Konsum-, Markt- & Absatzforschung (GFK) Nürnberg als wissenschaftliche Mitarbeiterin tätig. 1986 wurde sie wissenschaftliche Mitarbeiterin am Institut für Journalistik und Kommunikationsforschung der Hochschule für Musik und Theater Hannover (HMTH), wo sie 1993 mit einer Dissertation zum Thema „Rundfunk-PR“ promovierte.
Zwischen 1993 und 1994 war Fröhlich Senior Consultant und Leiterin der Abteilung „Gesamtkommunikation & Forschung“ bei der PR-Agentur Kroehl Identity Consultants, Frankfurt a. M.  Von 1994 bis 1998 war sie als wissenschaftliche Assistentin an der HMTH tätig, wo sie während dieser Zeit nebenamtlich auch die Leitung der Öffentlichkeitsarbeit der Hochschule innehatte. 1998 erfolgte der Ruf auf eine Professur für „Journalistik und Öffentlichkeitsarbeit unter besonderer Berücksichtigung geschlechtsspezifischer Aspekte der Kommunikationswissenschaft“ an der Sektion Publizistik der Ruhr-Universität Bochum. Seit Oktober 2000 ist sie Professorin für Kommunikationswissenschaft am Institut für Kommunikationswissenschaft und Medienforschung der LMU München. Forschungsaufenthalte an ausländischen Universitäten führten sie unter anderem an die Ohio State University in Columbus, USA, und an die University of Newcastle in Australien.
Fröhlich war viele Jahre lang Jurymitglied für den Deutschen PR-Preis der Deutschen Public Relations Gesellschaft (DPRG) und Vorsitzende des Ausbildungsausschusses der DPRG. Sie ist u. a. Vertrauensdozentin der Bayerischen Eliteakademie sowie DFG-Ad-hoc-Gutachterin und Gutachterin für den DAAD. Von 2002 bis 2006 war sie Vorsitzende der Deutschen Gesellschaft für Publizistik- und Kommunikationswissenschaft (DGPuK). Seit 2004 ist sie Mitglied des LMU-Beirats für das Auslands- und Ausländerstudium und seit 2007 im Rahmen der Exzellenzinitiative Mentorin für Nachwuchswissenschaftlerinnen der Fakultät 15 der LMU München. Im Juni 2009 wurde sie vom niedersächsischen Minister für Wissenschaft und Kultur als Mitglied in den Hochschulrat der Hochschule für Musik und Theater Hannover berufen.

## Preise und Auszeichnungen
Anlässlich ihres 60. Geburtstags veranstaltete das Institut für Kommunikationswissenschaften der LMU München ein Symposium zu Ehren von Romy Fröhlich. Zugleich wurde ein neuer Blog des Lehrbereichs mit dem Namen "Romy Fröhlich" gelauncht, der Beiträge zur aktuellen Forschung am Lehrbereich, aber auch Gastbeiträge von Wissenschaftlern und Praxispartnern versammelt.

## Forschung und Lehre
Die Forschungsschwerpunkte von Fröhlich sind:
- Nachrichtenforschung (insbesondere Kriegsberichterstattung)
- Public Relations und Organisationskommunikation
- PR-Evaluation und -Controlling
- geschlechtsspezifische Aspekte der Kommunikationswissenschaft und Medienforschung[1][7]
- berufssoziologische Forschung zu Medienberufen (Schwerpunkt Gender Studies)
- Kommunikationswissenschaftliches E-Learning
- Methoden der empirischen Sozialforschung – insbesondere Inhaltsanalyse und Befragung

Im Rahmen ihrer Forschung über geschlechtsspezifische Aspekte der Kommunikationswissenschaft und ihrer berufssoziologischen Forschung zu Medienberufen entwickelte sie Ende der 1990er Jahre die „Theorie der Freundlichkeitsfalle“.
Fröhlich ist Associate Editor der wissenschaftlichen Fachzeitschrift Feminist Media Studies, Mitglied des Editorial Board der wissenschaftlichen Fachzeitschrift Communication, Culture & Critique Journal, Mitglied des International Editorial Advisory Board der wissenschaftlichen Fachzeitschrift Journalism & Mass Communication Editor und Mitglied der review boards der internationalen Fachzeitschriften Studies in Communication Sciences und Corporate Communication. Seit Ende der 1980er, Anfang der 90er Jahre ist sie außerdem Mitglied in folgenden Berufsverbänden und wissenschaftlichen Gesellschaften:
- Deutsche Gesellschaft für Publizistik- und Kommunikationswissenschaft (DGPuK)
- Deutsche Public Relations Gesellschaft (DPRG)
- Association for Education in Journalism and Mass Communication (AEJMC)
- International Communication Association (ICA)
- International Association for Media and Communication Research (IAMCR)

## Veröffentlichungen
- Romy Fröhlich: Women, the media and war: The representation of women in German broadsheets between 1980 and 2000. In: J. Seethaler, M. Karmasin, G. Melischek & R. Wöhlert (Hrsg.): Selling war. The role of the mass media in hostile conflicts form World War I to the ‘War on Terror’. Bristol, UK, und Chicago, IL: Intellect und University of Chicago Press, 2013, S. 157–180.
- Romy Fröhlich, T. Koch, M. Obermaier: What’s the harm in moonlighting? A qualitative survey on the role conflicts of freelance journalists with secondary employment in the field of PR (PDF). Media, Culture and Society, 35, 2013, S. 809–829.
- Romy Fröhlich: Young future PR-professionals: Perceptions of the future occupational field and assessment of current PR education. A survey of tertiary level students in Austria, Germany and Switzerland. Studies in Communication Sciences, 13(1), 2013, S. 24–32., 2. April 2013; doi:10.1016/j.scoms.2013.04.002
- Romy Fröhlich, K. Kerl: Das Bild der Public Relations in der Qualitätspresse. Eine Langzeitanalyse. Publizistik, 57(2), 2012, S. 179–203. doi:10.1007/s11616-012-0147-8
- Romy Fröhlich, O. Quiring, S. Engesser: Between Idiosyncratic Self-Interests and Professional Standards: A Contribution to the Understanding of Participatory Journalism in Web 2.0. Results from an Online Survey in Germany. Journalism – Theory, Practice & Criticism, 13, 2012, S. 1041–1063. Online doi:10.1177/1464884912442282
- Romy Fröhlich, C. Schöller: Online brand communities: New public relations challenges through social media. In: S. Duhe (Hrsg.): New media and public relations (2. Auflage, 2012, S. 86–95). New York, NY: Peter Lang.
- Romy Fröhlich, S. Lafky (Hrsg.): Women journalists in the Western world: Equal opportunities and what surveys tell us. Cresskill, NJ: Hampton Press, 2012.
- Romy Fröhlich: The coverage of war, security, and defense policy: Do Women matter? A Longitudinal Content Analysis of Broadsheets in Germany (PDF). Manuskript angenommen zur Publikation in European Journal of Communication, 25(1), 2010, S. 1–10.
- Romy Fröhlich: Büchermenschen in Deutschland. Eine Studie über die berufliche Situation und die Bedingungen beruflicher Karrieren von Männern und Frauen im deutschen Buchhandel und Verlagswesen. Münster: LIT 2010. (Google Bücher)
- G. Bentele, Romy Fröhlich, P. Szyszka (Hrsg.): Handbuch der Public Relations. Wissenschaftliche Grundlagen und berufliches Handeln. Mit Lexikon. Überarbeitete, aktualisierte und erweiterte Auflage. VS Verlag, Wiesbaden 2007.[9]
- Romy Fröhlich, S. Peters, E.-M. Simmelbauer: Public Relations. Daten und Fakten der geschlechtsspezifischen Berufsfeldforschung. Oldenbourg, München, Wien 2005. (Google Bücher)